# Stammzellfaktor
Der Stammzellfaktor (auch Stem cell factor, SCF, Kit-Ligand oder Steel factor) ist ein Protein aus der Familie der Zytokine, das von entscheidender Bedeutung für das Überleben, die Proliferation und die Differenzierung von Stammzellen, insbesondere Hämatopoetischen Stammzellen und Vorläuferzellen ist. Der Stammzellfaktor existiert in zwei aktiven Formen, einer zellmembrangebundenen und einer freien Variante. Die freie Variante wird aus dem membrangebundenen Stammzellfaktor durch Metalloproteasen gebildet. Seine Effekte vermittelt der Stammzellfaktor durch Aktivierung der Tyrosinkinase KIT.